# Międzyuczelniany Wydział Biotechnologii Uniwersytetu Gdańskiego i Gdańskiego Uniwersytetu Medycznego

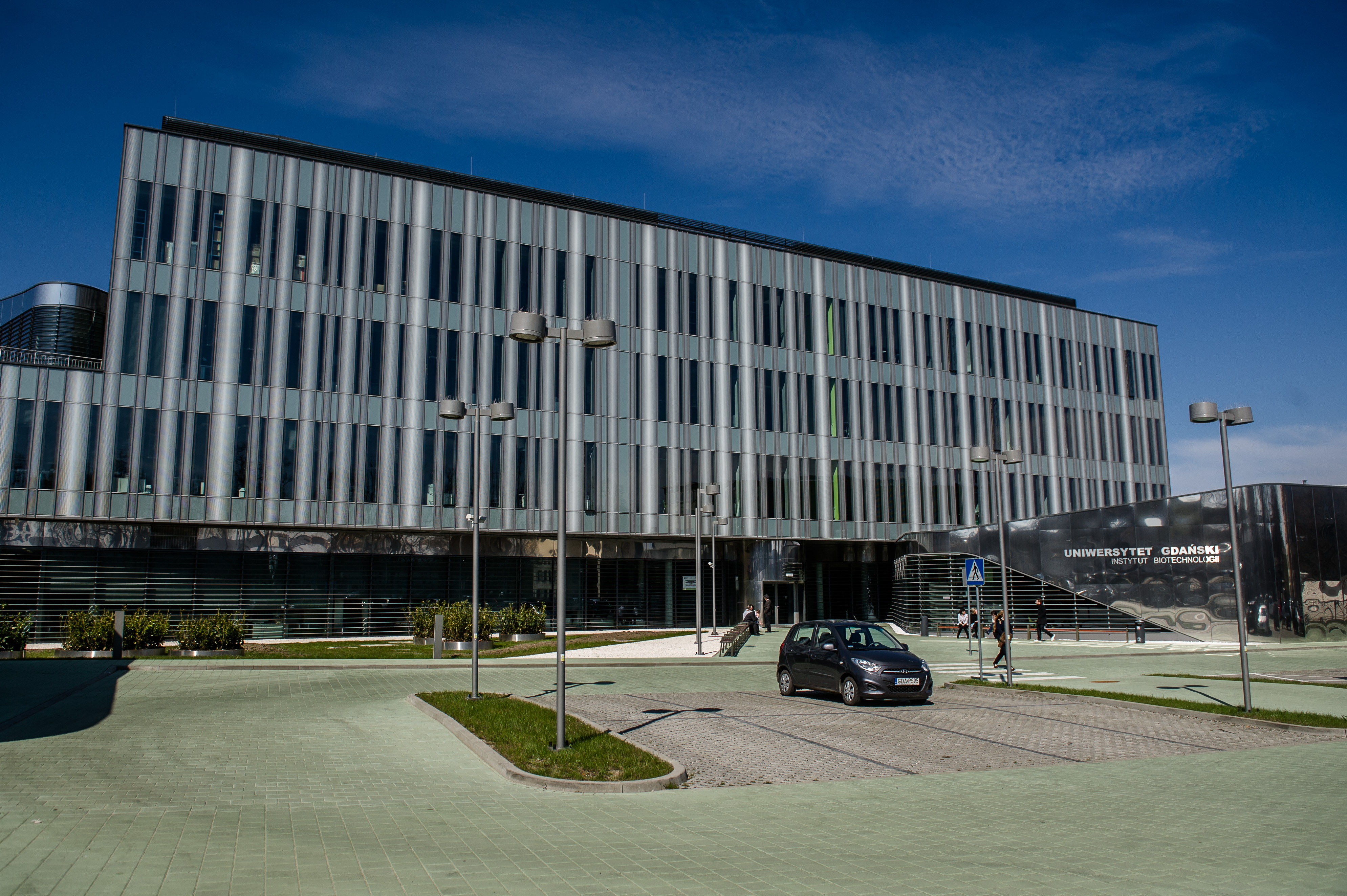
Budynek, w którym mieści się Międzyuczelniany Wydział Biotechnologii Uniwersytetu Gdańskiego i Gdańskiego Uniwersytetu Medycznego na ul. Abrahama 58 w Gdańsku

Międzyuczelniany Wydział Biotechnologii Uniwersytetu Gdańskiego i Gdańskiego Uniwersytetu Medycznego – jeden z jedenastu wydziałów Uniwersytetu Gdańskiego i jeden z czterech wydziałów Gdańskiego Uniwersytetu Medycznego, który został założony staraniami trójmiejskiego środowiska akademickiego. Założycielami Wydziału byli m.in.: Anna Podhajska, Wiesław Makarewicz, Wacław Szybalski oraz Karol Taylor.  Do 2016 Wydział mieścił się w budynku gdańskiej, poniemieckiej Victoriaschule oraz w nowo wybudowanym Instytucie Biotechnologii przy ul. Kładki 24. Na początku 2016 Wydział został przeniesiony na kampus „Oliwa” Uniwersytetu Gdańskiego na ul. Antoniego Abrahama 58.
Wydział kształci studentów na kierunku biotechnologia.

## Władze
- Dziekan: dr hab. Ewelina Król, prof. UG
- Prodziekan: dr hab. Mariusz Grinholc, prof. UG
- Prodziekan: prof. dr hab. Anna Żaczek
- Prodziekan: dr hab. Rafał Sądej, prof. GUMed